# پتروپاولوفکا (شهرستان گافوریسکی، باشقیرستان)
پتروپاولوفکا (انگلیسی: Petropavlovka, Gafuriysky District, Republic of Bashkortostan) یک شهرک در شهرستان گافوریسکی استان باشقیرستان کشور روسیه است.